# Firlej (Lubartów)
Pour les articles homonymes, voir Firlej.
Firlej (prononciation : [ˈfirlɛi̯]) est un village polonais de la gmina de Firlej dans le powiat de Lubartów de la voïvodie de Lublin dans l'est de la Pologne.
Le village est le siège administratif (chef-lieu) de la gmina appelée gmina de Firlej.
Il se situe à environ 12 kilomètres au nord-ouest de Lubartów (siège du powiat) et 35 kilomètres au nord de Lublin (capitale de la voïvodie).
Le village comptait approximativement une population de 1 132 habitants en 2010.

## Histoire
Fondée au XVIe siècle, Firlej obtient le statut de ville de 1557 à 1869, puis devient un village.
De 1975 à 1998, le village est attaché administrativement à l'ancienne Voïvodie de Lublin.

Depuis 1999, il fait partie de la nouvelle voïvodie de Lublin.